# Elmira Antonjan
Elmira Antonjan, Armeens: Էլմիրա Անտոնյան, (Jerevan, Armeense SSR, 28 juni 1955) is een voormalig professioneel tafeltennisster die uitkwam voor de Sovjet-Unie.
Haar jongere zus Narine Antonjan speelde eveneens tafeltennis op een hoog niveau.
Zij werd tweemaal Europees kampioen met het vrouwenteam en behaalde verschillende medailles op de wereldkampioenschappen.

## Belangrijkste resultaten
- WK
  -  Zilver in het gemengd dubbelspel in 1975 in Calcutta met Sarkis Sartsjajan.
  -  Brons in het vrouwen dubbelspel in 1975 in Calcutta met Tatjana Ferdman.
- EK
  -  Goud met het team in 1974 in Novi Sad.
  -  Goud met het team in 1976 in Praag.
  -  Brons met het team in 1972 in Rotterdam.